# 猪原智紀
猪原 智紀（いはら とものり、1980年7月 - ）は、NHKのアナウンサー。

## 人物
福岡県宗像市生まれ、北九州市育ち。福岡県立東筑高等学校を経て、早稲田大学政治経済学部卒業後、2003年（平成15年）に入局。

## 嗜好・導話
- 熊本放送局時代までは主にスポーツを中心に担当してきた[4][5][6]。
- 故郷の福岡放送局に異動してからは、最近多くなっている地震や大雨など自然災害から大切な人の『身体、健康、命』を守る、福岡県内の民放局らが制作した防災ラジオへの出演が多くなっており、自然災害の対策などをはっきり伝えていた。
- はっけんラジオ出演時は「皆さんこんにちは。○○[7]が好きな、NHK福岡放送局アナウンサーの猪原智紀です。」と挨拶していた。
- 2023年8月1日から佐賀放送局に勤務することになった[8]。

## 現在の担当番組
- 福岡県・九州沖縄のニュース
- ニュース845福岡（不定期）
- ニュース645福岡（土日祝・不定期）
- おはよう九州沖縄（土日祝・不定期）
- はっけんラジオ（不定期）

## 過去の担当番組
福井放送局時代（2003年度 - 2006年度）
- 福井県のニュース・中継・リポート[9]
- スポーツ中継
- おはよう福井[10]
- ほっとネット福井（5時台キャスター）[11]
- LIVE610（リポーター）[9]
- ひるの散歩道（2005年10月10日 - 12日）[12]
- 生活ほっとモーニング 「にっぽん体感こだわり旅～背筋を正して永平寺」(2007年2月22日）[13]

熊本放送局時代（2007年度 - 2011年7月）
- クマロク! （スポーツ担当）
- 熊本県のニュース・中継・リポート[14][15]
- スポーツ中継
- くまもとの“風”「生かせ ソーラーエネルギー～熊本の挑戦～」（2008年6月10日）[16]
- 産地発!たべもの一直線 「熊本 芦北町発～タチウオ」（2008年9月14日）[17]
- 三枝一座がやってきた!～熊本県・八代市～（BS2）（2009年3月19日）[18]
- くまもとの“風”－ふるさとから、あなたへ－「クマエコ!スペシャル～ふるさとの環境は今～」（BS-hi）（2009年4月23日）[19]
- くまもとの“風”－ふるさとから、あなたへ－「ふるさとスペシャルインタビュー 放送作家 小山薫堂さん」（BS-hi）（2009年7月23日）[20]
- 生活ほっとモーニング 「発見！とっておきの旅 真島茂樹と行く 踊る!熊本名水の旅」（2009年9月16日）[21]
- 生中継 ふるさと一番! 「復活!故郷の黒糖 & わき水運ぶ 石造りの水道～熊本県宇城市～」（2010年1月13日、14日）[22][23]
- あさイチ 「魅惑のワンダーアイランド 熊本・天草」（2010年9月2日）[24]
- 生中継 ふるさと一番!「海底探れば 美味発見! & ハウスいっぱい セレブな甘み～熊本県水俣市～」（2011年1月10日、11日）[25][26]
- 2011年3月の東北地方太平洋沖地震では青森放送局に応援で派遣され、災害報道を中心にローカルニュースを担当した。

福岡放送局時代（1度目）（2011年8月 - 2015年度）
- ぐるっと8県 九州沖縄 増刊号
- はっけんラジオ（不定期）
- 福岡県・九州沖縄のニュース
- NHKニュースおはよう福岡（不定期）
- 博多屋台 こまっちゃん 「韓国旅行で仲良く!ガダルカナル・タカ夫妻来店」（2012年1月25日）[27]
- インタビュー ここから 「俳優・藤本隆宏』（総合）（インタビューアー）（2015年5月5日）[28]

北九州放送局時代（2015年8月 - 2018年7月）
- ニュース845北九州
- ニュースブリッジ北九州（キャスター：2017年4月3日 - 2018年3月30日）[注釈 1][注釈 2]
- きたきゅうたいむ（2017年4月 - 2018年7月）
- 民謡をたずねて 福岡県岡垣町（ラジオ第1・FM）（2016年10月15日、22日、29日）[29]
- 真打ち競演 「福岡県岡垣町」（2018年1月13日、1月20日）[30][31][32]

福岡放送局時代（2度目）（2018年8月 - 2023年7月）
- 福岡県・九州沖縄のニュース[注釈 3]
- ニュース845福岡（不定期）
- ニュース645福岡（土日祝・不定期）
- おはよう九州沖縄（土日祝・不定期）
- はっけんラジオ（不定期）
- ラジオニュース（九州沖縄、R1・FM）の泊まり勤務担当（主に日曜夜から月曜早朝にかけて）[33]
- 上方演芸会（司会）（2019年1月20日、2月3日、7月13日、20日）[34][35][36][37]
- 在福民放＋NHKラジオ6局同時生放送「ライフ・サポーター あなたを守る防災ラジオ」（2019年3月16日、2020年3月7日、2021年3月13日、2022年3月12日、2023年3月11日）[38][39][40][41]
- 真打ち競演「福岡県福岡市」（司会）[42][43][44]（2020年4月4日、11日）[注釈 4]
- NHKニュース7（2020年5月4日）
- 令和3年8月九州北部豪雨特設ニュース（2021年8月14日 - 2021年8月17日） - 福岡放送局より九州北部地方の災害状況を伝えた（全国放送・九州沖縄地方限定放送）[45]。
- ラジオ深夜便25時台〔ラジオ文芸館〕「太陽」森絵都作（2022年12月25日、ラジオ第1・FM） - 朗読
- 大雨関連特設ニュース（2023年7月8日・九州沖縄地方限定放送） - 福岡放送局より九州地方の災害状況を伝えた[注釈 5]。
- 大雨関連特設ニュース（2023年7月10日・九州沖縄地方限定放送） - 福岡放送局より九州北部地方の災害状況を伝えた[注釈 6]。

佐賀放送局時代（2023年8月 - 2025年7月）
- 佐賀県のニュース・中継・リポート
- 九州沖縄のニュース（2023年9月6日、2024年5月8日・応援派遣要員） - 福岡局より
- ニュース845福岡（2023年9月6日、2024年1月31日、2024年5月8日） - 応援派遣要員
- はっけんラジオ - 福岡局より
  - 「ドクター小野村のなるほど!・増える子育ての悩み ママも休養が大事!」（2023年9月6日）
  - はっけんラジオ from佐賀「佐賀災害時避難拠点 喫茶店・ペット同行」（2023年11月10日） - 佐賀局より
- 「ドクター小野村のなるほど!・冬も大切!水分補給 防げ!ドロドロ血管」（2024年1月31日）
- 「目指せ炎症ゼロライフ・オーラルケア2回目 歯と歯茎のケアとあいうべ体操の実践法」（2024年5月8日）
- ラジオニュース（九州沖縄、R1・FM）の泊まり勤務担当（2023年9月7日 - 8日、2024年2月1日 - 2日、2024年5月9日 - 10日） - 応援派遣要員[33]
- ニュースただいま佐賀
  - 飯塚洋介（隔週）の代理キャスター（2024年1月4日 - 5日、12月23日 - 27日）
- ニュースおかえり佐賀845→ニュース845佐賀（ローテーション制）
- ただいま佐賀+（ローテーション制）
- 令和6年能登半島地震の災害報道対応による名古屋放送局への応援派遣
  - 東海北陸のニュース・気象情報（5時台・6時台・7時台、2024年1月14日）
  - 東海3県のニュース（12時台、2024年1月14日）
  - 名古屋局発能登半島地震関連ニュース（全国放送：1時30分台・2時30分台・3時30分台、2024年1月15日）
  - 名古屋局発能登半島地震関連ニュース（全国放送：2時30分台・3時30分台、2024年1月18日 - 19日）[46]
  - 名古屋局発能登半島地震関連ニュース（全国放送：1時30分台・2時30分台、2024年1月20日）[47]

福岡放送局時代（3度目）（2025年8月 - ）